# Buják
Buják é um município da Hungria, situado no condado de Nógrád. Tem 53,04 km² de área e sua população em 2015 foi estimada em 2.183 habitantes.